# Jack Lemmon
John Uhler "Jack" Lemmon III (Newton, 8 de fevereiro de 1925 — Los Angeles, 27 de junho de 2001), mais conhecido como Jack Lemmon, foi um ator e músico estadunidense. Considerado uma das maiores lendas do cinema estadunidense, Lemmon ganhou 2 Oscars e é um dos três recordistas ao Prémio Cannes.

## Biografia
Jack Lemmon nasceu no elevador de um centro médico de Newton, Massachusetts, no dia 8 de fevereiro de 1925. Ele era filho único de Mildred Burgess LaRue e John Uhler Lemmon Jr., o presidente de uma empresa de donuts. Seu pai era de ascendência irlandesa, e Lemmon foi criado no catolicismo. Ele também frequentou diversos colégios particulares dos Estados Unidos, como Phillips Academy e Harvard College; além de ter servido brevemente o exército durante a Segunda Guerra Mundial como estandarte em um porta-aviões. Lemmon afirmava que desde os oito anos de idade já sabia que ia ser um ator. Ele aprendeu sozinho a tocar piano, além de tocar gaita, guitarra, órgão e contrabaixo.

## Carreira
Teve o primeiro contato com o show business ainda na escola quando teve que substituir um colega de classe que falaria poucas palavras na peça de teatro estudantil. Foi um completo fiasco. Jack esquecia-se todo o tempo de suas falas e tinha que voltar para os bastidores, o que gerou gargalhadas da plateia. Jack Lemmon não se intimidou com isso e daí em diante continuou periodicamente se dedicando a peças teatrais. Apesar de suas aptidões, formou-se em Ciências Políticas em Harvard. Depois de servir na Segunda Guerra Mundial, seguiu a carreira de ator, iniciando com a série televisiva That Wonderful Guy (1949-1950).
Iniciou a carreira no cinema com o filme Demônio de mulher, em 1954. Com Mister Roberts, em 1955, ganhou seu primeiro prémio, o Óscar de Melhor Ator (coadjuvante/secundário).
Com o diretor Richard Quine fez cinco filmes: Jejum de amor (1955), O baile maluco" (1957), Sortilégio do amor (1958), A viuvinha indomável (1959), Aconteceu num apartamento (1962) e Como matar sua esposa (1965).
Com o diretor Billy Wilder, fez os filmes Quanto mais quente melhor (1959), Se meu apartamento falasse (1960), Irma La Douce (1963) e Avanti…Amantes à italiana (1972), A primeira página (1974) e Amigos, amigos, negócios à parte (1981).
Com Blake Edwards, Jack Lemmon atuou no filme Vício maldito, em 1962. Foi o seu primeiro papel dramático. Em 1965, atuou em The Great Race (A Corrida do Século), do mesmo diretor, interpretando Professor Fate, um estereotipado vilão de cinema que foi a inspiração para a criação do personagem dos desenhos animados Dick Vigarista.
Sempre foi avesso à badalação a que são submetidos os grandes astros e preferia ficar em casa compondo ao piano, chegando a gravar um disco em 1959. Não se considerava um astro, mas sim um operário da arte cinematográfica, que se esforçava para dizer algo.

## Morte

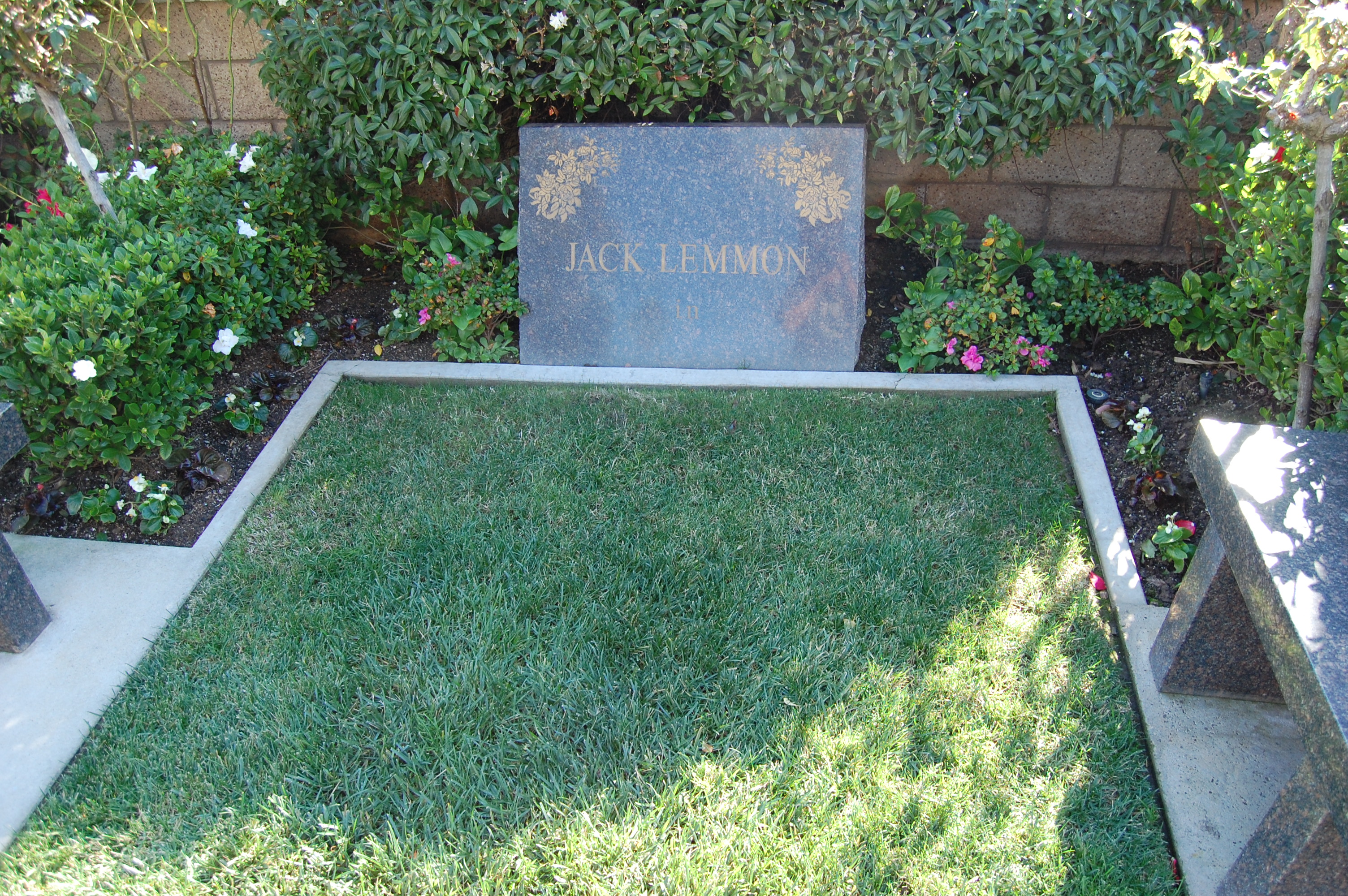
Sepultura de Jack Lemmon

Morreu em 2001, aos 76 anos de idade, vítima de câncer de bexiga. Encontra-se sepultado no Westwood Village Memorial Park Cemetery, Los Angeles, Condado de Los Angeles, Califórnia nos Estados Unidos. Possui uma estrela na Calçada da Fama.

## Filmografia
- 1954 - It Should Happen to You (br: Demônio de mulher)
- 1954 - Phffft! (br: Abaixo ao divórcio)
- 1955 - Mister Roberts (br: Mister Roberts)
- 1955 - My Sister Eileen (br: Jejum de amor)
- 1955 - Three for the Show (br: Aposenta-se um marido)
- 1956 - Hollywood Bronc Busters
- 1956 - You Can't Run Away from It (br: Só por uma noite)
- 1957 - Fire Down Below (br: Lábios de fogo)
- 1957 - Operation Mad Ball (br: O baile maluco)
- 1958 - Bell, Book and Candle (br: Sortilégio de amor)
- 1958 - Cowboy (br: Como nasce um bravo)
- 1959 - It Happened to Jane (br: A viuvinha indomável)
- 1959 - Some Like It Hot (br: Quanto mais quente melhor)
- 1960 - Pepe (br: Pepe)
- 1960 - The Apartment (br: Se meu apartamento falasse — pt: O apartamento)
- 1960 - Le voyage en ballon
- 1960 - The Wackiest Ship in the Army
- 1962 - Days of Wine and Roses (br: Vício maldito)
- 1962 - The Notorious Landlady (br: Aconteceu num apartamento)
- 1963 - Irma La Douce (br / pt: Irma La Douce)
- 1963 - Under the Yum Yum Tree (br: Dom Juan era aprendiz)
- 1964 - Good Neighbor Sam (br: Um amor de vizinho)
- 1965 - How to Murder Your Wife (br: Como matar sua esposa)
- 1965 - The Great Race (br: A corrida do século)
- 1966 - The Fortune Cookie (br: Uma loura por um milhão)
- 1967 - Luv (br: Essa coisa, o amor)
- 1968 - The Odd Couple (br: Um estranho casal)
- 1968 - There Comes a Day
- 1969 - The April Fools (br: Um dia em duas vidas)
- 1970 - The Out-of-Towners (br: Forasteiros em Nova York)
- 1971 - Kotch (br: Ainda há fogo sob as cinzas) (Único filme que dirigiu. Participação mínima como ator. Estrelado pelo amigo Walter Matthau)
- 1972 - Avanti! (br: Avanti… Amantes à italiana)
- 1972 - The War Between Men and Women (br: Guerra entre homens e mulheres)
- 1973 - Save the Tiger (br: Sonhos do passado)
- 1974 - The Front Page (br: A primeira página)
- 1974 - Portrait of a 60% perfect
- 1975 - The Prisoner of Second Avenue (br: O prisioneiro da Segunda Avenida)
- 1975 - The Gentleman Tramp
- 1975 - Wednesday
- 1976 - Alex & the Gypsy (br: Alex e a cigana)
- 1976 - The Entertainer (televisão)
- 1977 - Airport'77 (br: Aeroporto 77)
- 1979 - The China Syndrome (br: A Síndrome da China] — pt: O síndroma da China)
- 1979 - Ken Murray: Shooting Stars
- 1980 - Tribute (br: Tributo)
- 1981 - Buddy Buddy (br: Amigos, amigos, negócios à parte)
- 1982 - Missing (br: Missing - Desaparecido, um grande mistério)
- 1982 - Ernie Kovacs: Television's Original Genius (televisão)
- 1984 - Mass Appeal (br: Crise de consciência)
- 1986 - That's Life! (br: Assim é a vida)
- 1986 - Macaroni
- 1987 - Long Day's Journey into Night (br: Longa jornada noite adentro) (televisão)
- 1988 - The Murder of Mary Phagan (televisão)
- 1989 - Dad (br: Meu Pai, Uma Lição de Vida)
- 1991 - Father, Son & the Mistress (br: Confusões em família)
- 1991 - JFK (br: JFK - A pergunta que não quer calar)
- 1992 - Glengarry Glen Ross (br: O sucesso a qualquer preço)
- 1992 - The Player (br: O jogador)
- 1992 - For Richer, for Poorer (televisão)
- 1993 - Grumpy Old Men (br: Dois velhos rabugentos)
- 1993 - Short Cuts (br: Short Cuts - Cenas da vida - pt: Short Cuts — Os americanos)
- 1993 - A Life in the Theater (br: Bastidores da vida) (televisão)
- 1995 - Grumpier Old Men (br: Dois velhos mais rabugentos)
- 1995 - The Grass Harp (br: Ensina-me a viver)
- 1996 - Hamlet (br: Hamlet)
- 1996 - My Fellow Americans (br: Meus queridos presidentes)
- 1996 - A Weekend in the Country (br: Conquistas & confusões) (televisão)
- 1996 - Getting Away with Murder (br: Meu vizinho suspeito)
- 1997 - Out to Sea (br: Dois parceiros em apuros)
- 1997 - 12 Angry Men (br: Doze homens e uma sentença) (televisão)
- 1997 - Puppies for Sale
- 1998 - The Odd Couple II (br: Meu melhor inimigo)
- 1998 - The Long Way Home (televisão)
- 1999 - Inherit the Wind (br: O vento será tua herança) (televisão)
- 1999 - Tuesdays with Morrie (br: A última grande lição) (televisão)
- 2000 - The Legend of Bagger Vance (br: Lendas da vida)

## Prêmios e indicações
Oscar (Estados Unidos)
- Recebeu sete indicações na categoria de "Melhor Ator (principal)", por Quanto mais quente melhor (1959), Se meu apartamento falasse (1960), Vício maldito (1962), Sonhos do passado (1973), Síndrome da China (1979), Tributo (1980) e Missing - O desaparecido (1982). Venceu em 1973 por Sonhos do passado.
- Venceu na categoria de "Melhor Ator (coadjuvante/secundário)", por Mister Roberts (1955).

Globo de Ouro
- Recebeu seis indicações na categoria de "Melhor Ator (filme dramático)", por Vício maldito (1962), Sonhos do passado (1973), Síndrome da China (1979), Tributo (1980), Missing - O Desaparecido (1982) e Pai (1989).
- Recebeu dez indicações na categoria de "Melhor Ator (comédia ou musical) em cinema", por Quanto mais quente melhor (1959), Se meu apartamento falasse (1960), "Irma La Douce" (1963), Dom Juan era aprendiz (1963), A corrida do século (1965), Um estranho casal (1968), Forasteiros em Nova York (1970), Avanti - Amantes à italiana (1972), A primeira página (1974) e Assim é a vida (1986); venceu por Quanto mais quente melhor, Se meu apartamento falasse e Avanti - Amantes à italiana (1972).
- Recebeu seis indicações na categoria de "Melhor Ator (minissérie ou filme) em televisão", por Longa jornada noite adentro (1987), O assassinato de Mary Phagan (1988), Bastidores da vida (1993), Doze homens e uma sentença (1997), A última grande lição (1999) e O vento será tua herança (1999); venceu por O vento será tua herança.
- Ganhou na categoria de Melhor Elenco, por "Short Cuts - Cenas da vida (1993).

Prémio Cecil B. DeMille (Estados Unidos)
- Ganhou o prêmio concedido pela Associação de Correspondentes Estrangeiros de Hollywood, em 1991.

BAFTA (Reino Unido)
- Recebeu duas indicações na categoria de "Melhor Ator", por Síndrome da China e Missing - O desaparecido (1982); venceu por Síndrome da China.
- Recebeu seis indicações na categoria de "Melhor Ator Estrangeiro", por Mister Roberts (1955), Quanto mais quente melhor (1959), Se meu apartamento falasse (1960), Vício maldito (1962), Um amor de vizinho (1964) e Como matar sua esposa (1965); venceu por Quanto mais quente melhor e Se meu apartamento falasse.

Festival de Cannes (França)
- Ganhou duas vezes na categoria de "Melhor Ator", por Síndrome da China (1979) e Missing - O desaparecido (1982).

Festival de Berlim (Alemanha)
- Ganhou o Urso de Prata de "Melhor Ator", por Tributo (1980).
- Ganhou um Urso de Ouro honorário, em homenagem à sua carreira no cinema, em 1996.

Festival de Veneza (Itália)
- Ganhou o Prêmio Volpi na categoria de "Melhor Ator", por O sucesso a qualquer preço (1992).
- Ganhou o Prêmio Volpi na categoria de "Melhor Elenco", por Short Cuts - Cenas da vida (1993).

Festival de San Sebastián (Espanha)
- Ganhou o prêmio de ""Melhor Ator"', por Vício maldito (1962).

Festival de Valladolid (Espanha)
- Ganhou o prêmio de "Melhor Ator", por O sucesso a qualquer preço (1992).